# Scopula ochriata
Scopula ochriata är en fjärilsart som beskrevs av Louis Beethoven Prout 1938. Scopula ochriata ingår i släktet Scopula och familjen mätare. Inga underarter finns listade.